# Csemal
Csemal (oroszul Чемал, dél-altaji nyelven Чaмал) falu Oroszországban, az Altaj köztársaságban; az azonos nevű járás székhelye.

## Fekvése
A köztársaság fővárosától, Gorno-Altajszktól országúton kb. 100 km-re délre fekszik. Magas hegyekkel körülvett völgyben, a Katuny jobb partján, a Csemal mellékfolyó torkolatánál helyezkedik el. Régóta ismert klimatikus gyógyhely.

## Lakossága
- 1979-ben 2 640 lakosa volt.
- 2002-ben 3 266 lakosa volt.
- 2010-ben 3 602 lakosa volt, akik főleg oroszok és altajok.